# Hlogyik Petra
Hlogyik Petra (Tatabánya, 1999. február 28. –) junior világbajnok magyar kézilabdázó, a MTK Budapest kapusa.

## Pályafutása

### Klubcsapatokban
Tatabányán kezdett el kézilabdázni, majd 2013 nyarán igazolt a Ferencváros csapatába. Itt a korosztályos csapatokban kapott szerepet, az NB I/B-s tartalék csapatban. A 2014-2015-ös szezon felkészülést a felnőtt csapattal kezdte meg és több NB I-es mérkőzésre be is nevezte a csapat edzője, Elek Gábor, majd 2014 szeptemberében az MTK ellen 33-26-ra megnyert mérkőzésen bemutatkozhatott az élvonalban, mindössze 15 évesen. A Bajnokok Ligájában 2015 őszén debütált Katarina Tomašević sérülése után.
A 2016–2017-es szezont megelőzően az MTK Budapest csapatához került kölcsönbe, majd 2017 nyarától az alacsonyabb osztályú Pénzügyőr színeiben játszott az FTC kölcsönjátékosaként. A 2020-2021-es szezontól a Dunaújvárosi Kohász csapatában folytatta pályafutását. 2022 februárjában Bíró Blanka sérülése miatt Suba Sára kölcsönből visszatért az MTK-tól a Ferencvároshoz, a kék-fehér klub pedig Hlogyikot szerződtette a pótlására.

### A válogatottban
A Hlogyik az összes korosztályos válogatottban szerepelt. Az U17-es válogatottal a 2017-es EB-n bronzérmes lett. A 2018-as debreceni U20-as világbajnokságon aranyérmes junior-válogatott tagja.